# 아인산
아인산(亞燐酸, 영어: phosphorous acid)은 화학식이 H3PO3인 화합물이다. 아인산은 이양성자산(2개의 양성자(H+)를 쉽게 이온화함)이며, 화학식으로부터 유추할 수 있는 삼양성자산이 아니다. 아인산은 다른 인 화합물의 제조에서의 중간생성물이다. 아인산의 유기 유도체로 화학식이 RPO3H2인 화합물을 포스폰산(영어: phosphonic acid)이라고도 한다.

## 명명법 및 호변이성질화
아인산(H3PO3)은 구조식인 HPO(OH)2로 더 명확하게 나타낼 수 있다. 고체 상태에서 HP(O)(OH)
2는 132 pm의 P–H 결합, 148 pm P=O 결합 및 154 pm의 두 개의 P–O(H) 결합을 가지고 있는 사면체 구조이다. 이 화학종은 극소량의 호변이성질체인 P(OH)
3와 평형 상태로 존재한다. 국제 순수·응용 화학 연합(IUPAC)는 후자를 아인산이라고 하는 반면, 다이하이드록시 형태는 포스폰산이라고 한다. 환원된 인 화합물만 철자가 "–ous"로 끝난다.
|  |

인의 다른 중요한 산소산으로는 인산(H3PO4)과 하이포인산(H
3PO
2)이 있다. 환원된 포스포러스산은 O와 P 사이의 H의 이동을 포함하는 유사한 호변이성질화를 겪는다.

## 제법
아인산(HPO(OH)2)은 산 무수물의 가수분해 생성물이다.
P
4O
6 + 6 H
2O  →  4 HPO(OH)
2
H3PO4와 P4O10사이에서도 유사한 관계가 발견된다.
산업적 규모에서 아인산은 삼염화 인을 물 또는 증기로 가수분해하여 제조된다.
PCl
3 + 3 H
2O  →  HPO(OH)
2 + 3 HCl

## 반응

### 산–염기 특성
아인산의 pKa는 1.26~1.3 범위이다.
HP(O)(OH)
2  →  HP(O)
2(OH)−
  +  H+
       pKa = 1.3
아인산은 이양성자산이고, 인화수소 이온 HP(O)2(OH)−은 약산이다.
HP(O)
2(OH)−
  →  HPO2−
3 + H+
        pKa = 6.7
짝염기인 HP(O)2(OH)−는 인화수소라고 하고, 두 번째 짝염기인 HPO2−
3는 아인산염 이온이다. (국제 순수·응용 화학 연합(IUPAC)의 권장 사항은 각각 포스폰산 수소(hydrogen phosphonate) 및 포스폰산염(phosphonate)이다.)
인 원자에 직접 결합된 수소 원자는 쉽게 이온화되지 않는다. 화학 시험에서 종종 H
3PO
4와 달리 3개의 수소 원자가 수용액 상태에서 모두 산성이 아니라는 사실에 대한 학생들의 인식을 테스트한다.

### 산화환원 특성
아인산을 200 °C에서 가열하면 인산과 포스핀으로 불균형이 일어난다.
4 H
3PO
3  →  3 H
3PO
4 + PH
3
이 반응은 PH3의 실험실 규모의 제조에 사용된다.
아인산은 공기 중에서 천천히 인산으로 산화된다.
아인산과 그것의 탈양성자화된 형태는 모두 반응이 빠르지는 않지만 좋은 환원제이다. 이들은 인산 또는 그 염으로 산화된다. 귀금속 양이온의 용액을 금속으로 환원시킨다. 아인산을 차가운 염화 수은 용액으로 처리하면 염화 수은의 흰색 침전물이 형성된다.
H3PO3 + 2 HgCl2 + H2O → Hg2Cl2 + H3PO4 + 2 HCl
염화 수은을 가열 또는 방치시에 아인산에 의해 추가로 수은으로 환원된다.
H3PO3 + Hg2Cl2 + H2O → 2 Hg + H3PO4 + 2 HCl

### 리간드로 역할
아인산을 d6 입체 배치의 금속으로 처리하면 다른 희귀한 P(OH)3 호변이성질체로 배위되는 것으로 알려져 있다. 예로는 Mo(CO)5(P(OH)3) 및 [Ru(NH3)4(H2O)(P(OH)3)]2+등이 있다.
|  |

사염화백금산 칼륨과 아인산의 혼합물을 가열하면 발광염인 칼륨 이백금(II) 테트라키스피로아인산염이 생성된다.
2 K2PtCl4  +  8  H3PO3  →  K4[Pt2(HO2POPO2H)4]  +  8 HCl  +  4 H2O

## 용도
아인산(포스폰산)의 가장 중요한 용도는 폴리염화 비닐(PVC) 및 관련 염소화 중합체의 안정제인 염기성 아인산 납을 생성하는 것이다.
그것은 염기성 납 포스페이트 PVC 안정제, 아미노메틸렌 포스폰산 및 하이드록시에테인 다이포스폰산의 생산에 사용된다. 또한 강력한 환원제로 사용되며 아인산, 합성 섬유, 유기 인 계열 살충제 및 고효율 수처리제인 아미노트라이메틸렌포스폰산(ATMP)의 생산에도 사용된다.
강철을 포함한 철 재료는 산화("녹")를 촉진시킨 다음 인산을 사용하여 산화를 금속인산염으로 전환시키고 표면 코팅으로 추가로 보호함으로써 어느 정도 보호될 수 있다.

## 유기 유도체
IUPAC 이름(대부분 유기물)은 포스폰산이다. 이 명명법은 일반적으로 단순한 에스터가 아닌 치환된 유도체, 즉 인에 결합된 유기기를 나타내기 위해 보존된다. 예를 들어 (CH3)PO(OH)2는 메틸포스폰산이며, 이는 메틸포스포네이트 에스터를 형성할 수 있다.

## 같이 보기
- 인산
- 인산염
- 아인산염

## 더 읽을거리
- Holleman, A. F.; Wiberg, E. (2001). 《Inorganic Chemistry》. San Diego: Academic Press. ISBN 0-12-352651-5.
- Corbridge., D. E. C. (1995). 《Phosphorus: An Outline of its Chemistry, Biochemistry, and Technology》 5판. Amsterdam: Elsevier. ISBN 0-444-89307-5.
- Lee, J.D. (2008년 1월 3일). 《Concise Inorganic Chemistry》. Oxford University Press. ISBN 978-81-265-1554-7.